# بوب بريت
بوب بريت (بالإنجليزية: Bob Brett)‏ (1 نوفمبر 1953 - 5 يناير 2021) مدرب رياضي أسترالي،